# AFGL 2298
Désignations
AFGL 2298, également connue sous le nom d'IRAS 18579+0341, est une variable lumineuse bleue située dans la constellation de l'Aigle, très prroche du plan galactique. Sa distance n'est pas bien connue : elle peut se trouver entre 23 000 et 42 000 années-lumière (7 000 à 13 000 parsecs) de la Terre. 

## Luminosité
Bien qu'extrêmement lumineuse, elle est extrêmement rougie par extinction interstellaire, de sorte que sa magnitude apparente est plus brillante dans les bandes passantes de plus grande longueur d'onde. En fait, dans les longueurs d'onde visuelles, elle est complétement indétectable.

## Propriétés physiques
AFGL 2298 a une magnitude absolue de -11,25, ce qui en fait l'une des étoiles les plus brillantes connues. En effet, bon nombre des étoiles les plus chaudes et les plus lumineuses connues sont des variables lumineuses bleues et d'autres étoiles de type précoce. Cependant, comme toutes les étoiles variables lumineuses bleues, AFGL 2298 est très variable et la magnitude bolométrique donnée est celle de sa luminosité maximale. Son statut d'étoile variable lumineuse bleue a été confirmé en 2003.
Comme la plupart des étoiles extrêmement massives, elle subit une perte de masse. Par exemple, en 2005, on estimait qu'elle perdait 3,7 × 10-5 M☉ chaque année, bien que le taux de perte de masse lui-même varie fréquemment et considérablement. La masse stellaire est actuellement éjectée sous la forme d'une nébuleuse autour de l'étoile (cas similaire à AG Carinae), qui a été imagée par le Very Large Telescope en 2010. La nébuleuse s'est avérée assez circulaire et les propriétés de la poussière semblaient constantes dans toute la nébuleuse.
|           | Température effective (Kelvin) | Taux de perte de masse (M☉/an) | Luminosité bolométrique (L☉) |
| --------- | ------------------------------ | ------------------------------ | ---------------------------- |
| Juin 2001 | 11 700                         | 4,5 × 10-5                     | 1,5 × 106                    |
| Août 2002 | 10 900                         | 1,2 × 10-4                     | 1,3 × 106                    |
| Juin 2006 | 10 300                         | 5,2 × 10-5                     | 2 × 106                      |
| Mai 2007  | 10 900                         | 4 × 10-5                       | 1,5 × 106                    |